# 林韋爾 (新澤西州)
林韋爾（英語：Linvale）是位於美國新澤西州亨特登縣的非建制地區。

## 歷史
林韋爾的郵局於1889年設立，其後於1906年停運。

## 地理
林韋爾所處的海拔為高於海平面90米（即295英呎），而該地所採用的時區為UTC-5，即北美东部时区（EST）。同時該地設有夏令時間，為UTC-5調快一小時，即UTC-4（EDT）。